# British Leyland

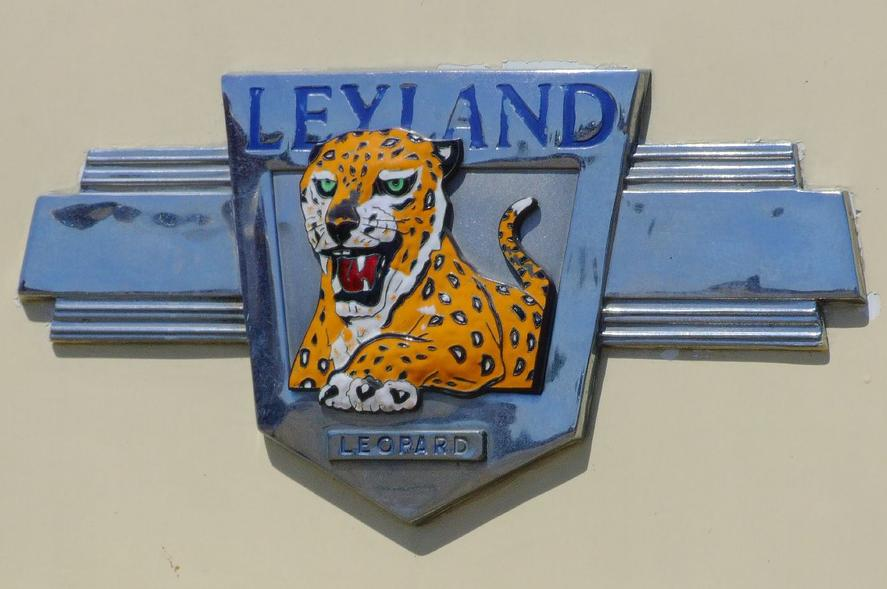
De Leyland-badge die in de jaren vijftig en zestig talloze Leyland-bussen, ook in Nederland, sierde

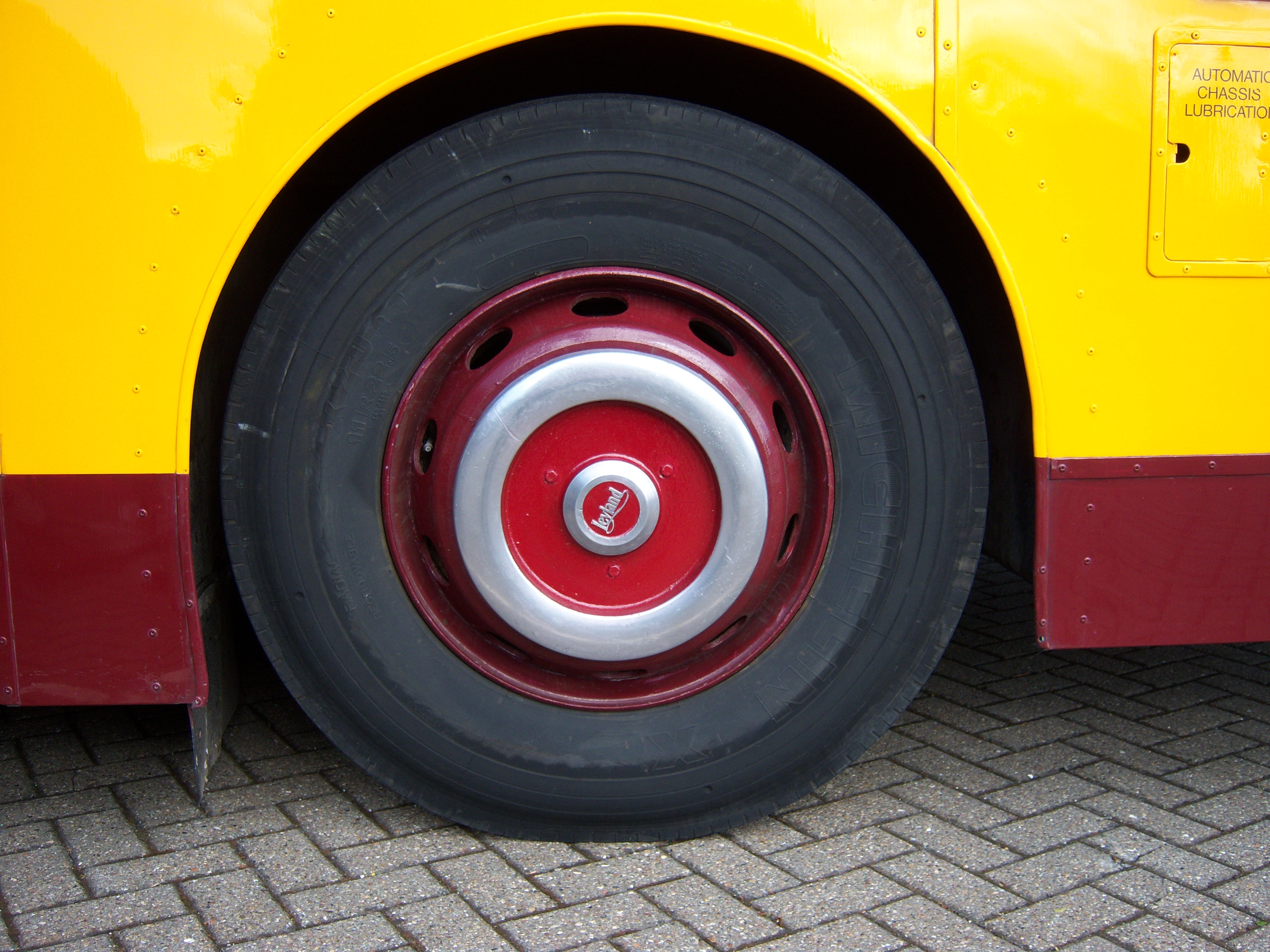
Ook de Leyland-wieldop was in die jaren karakteristiek voor de Leyland-bussen

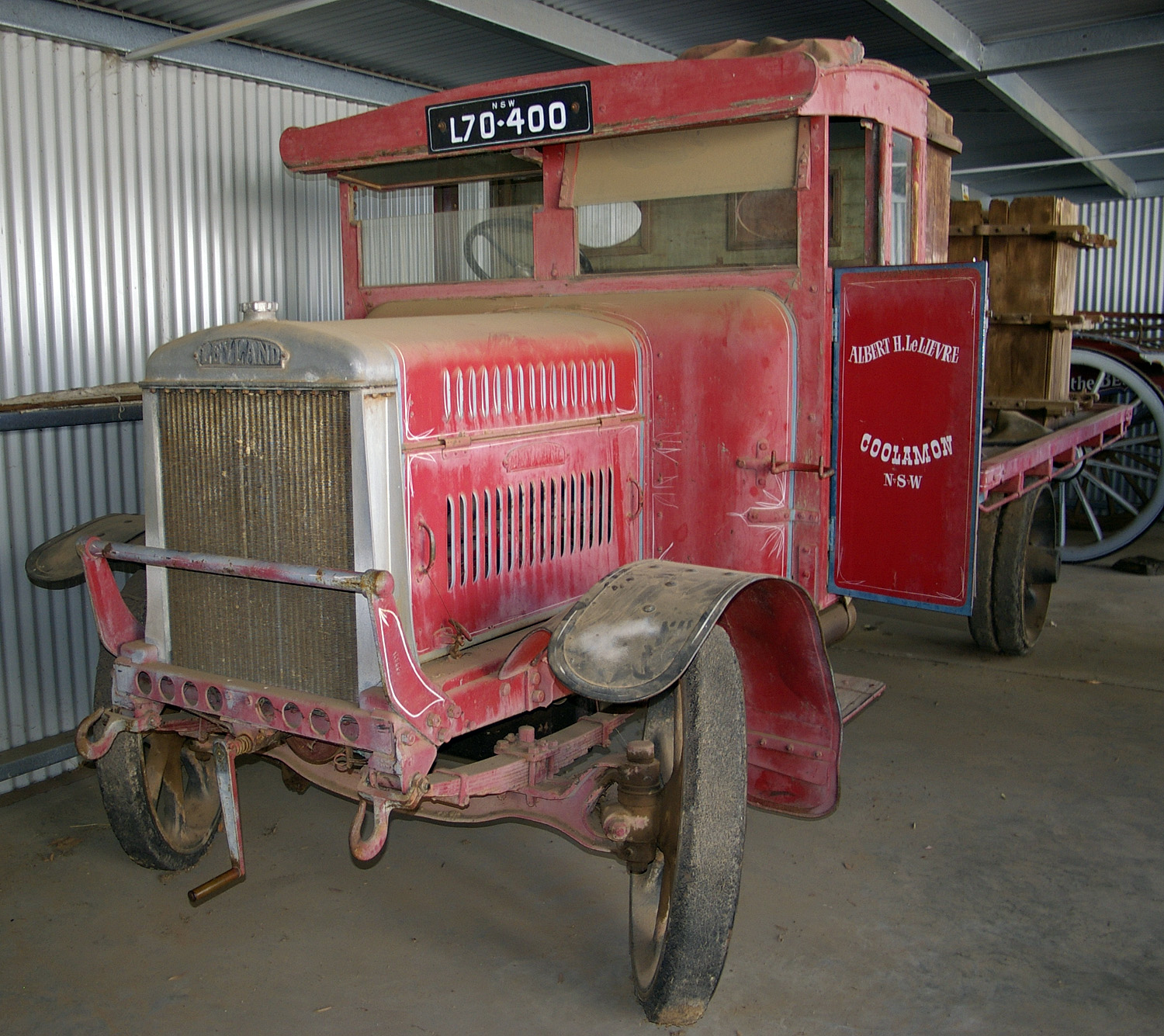
Een Leyland truck uit 1928

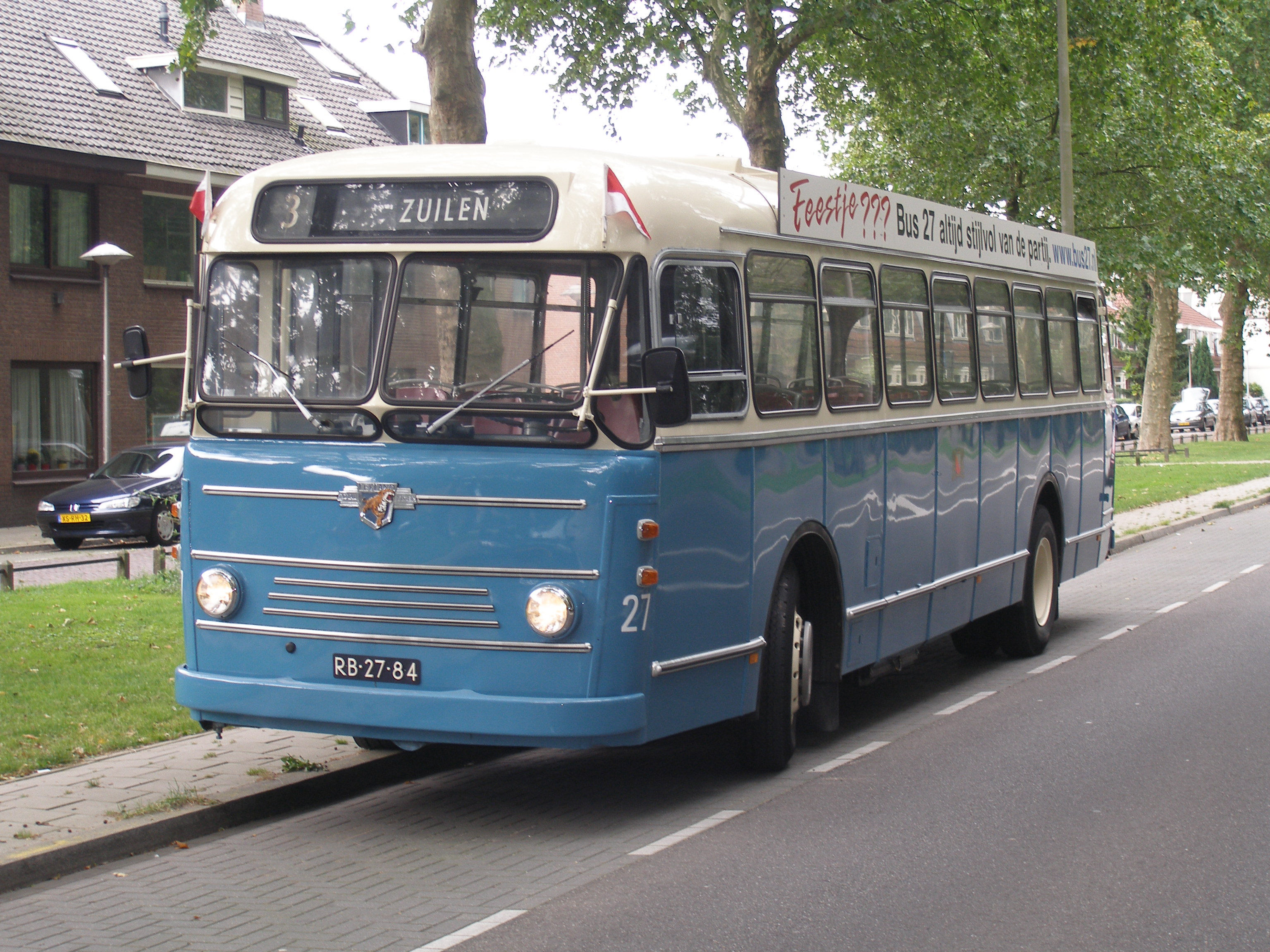
Leyland/Verheul Royal Tiger Worldmaster museumbus 27, bouwjaar 1957, in Utrecht (stad)

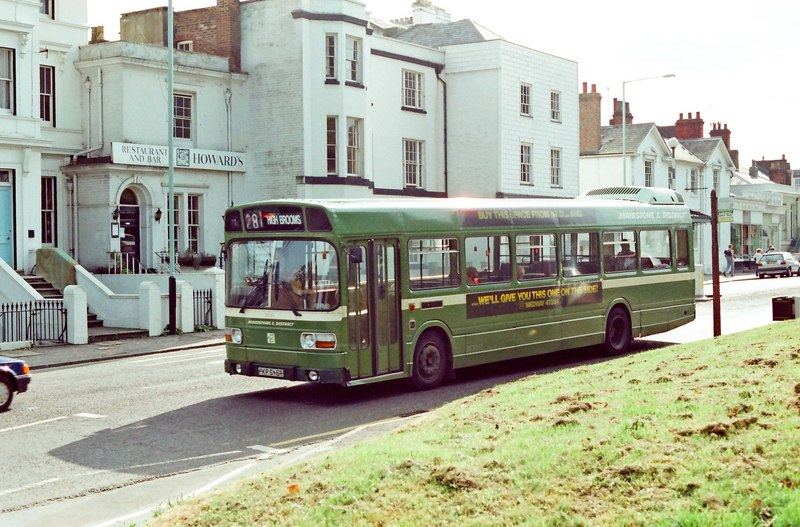
De Leyland National, het standaardmodel van de National Bus Company, waarvan vele duizenden zijn gebouwd

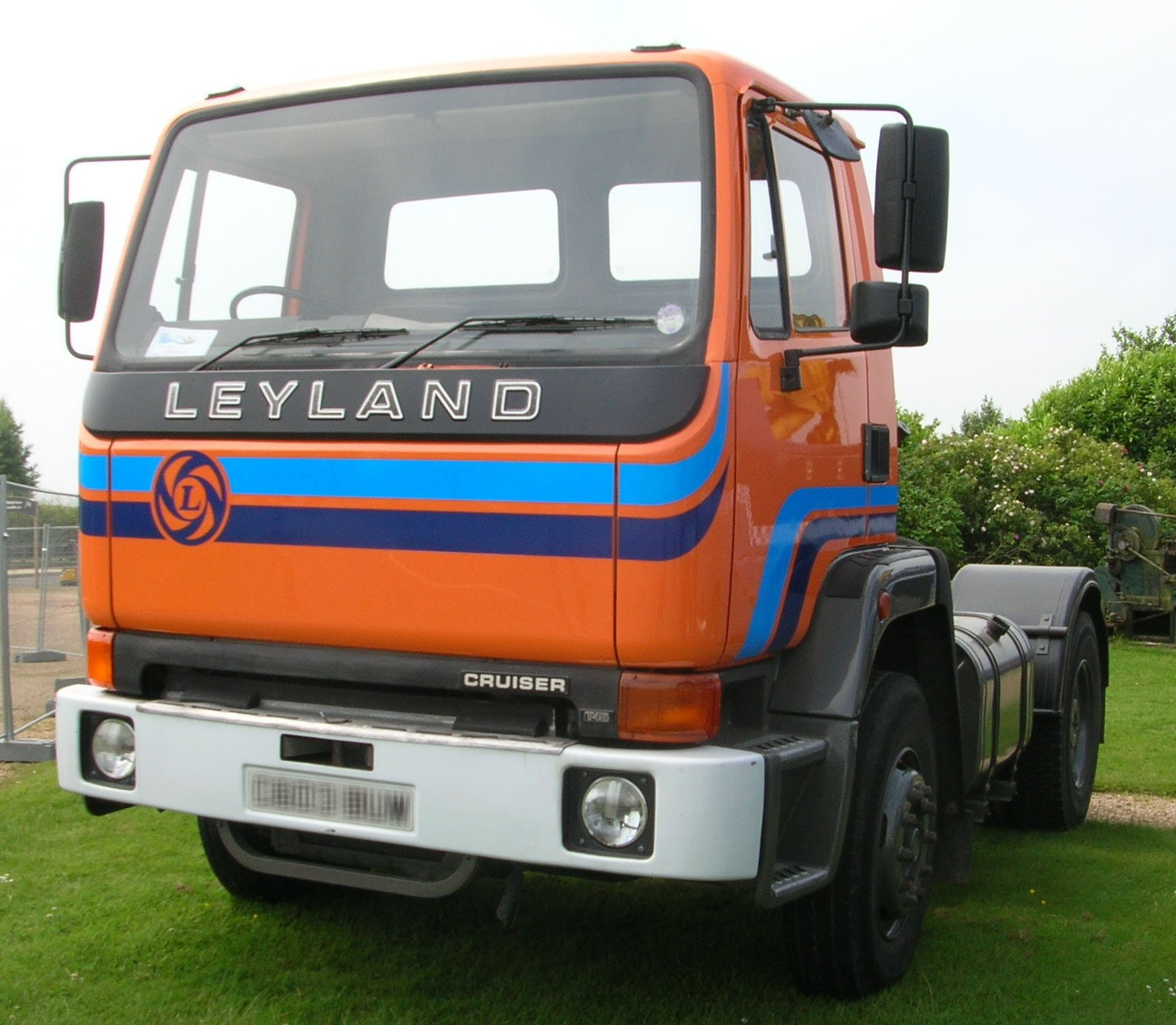
Leyland T45 Cruiser uit 1985

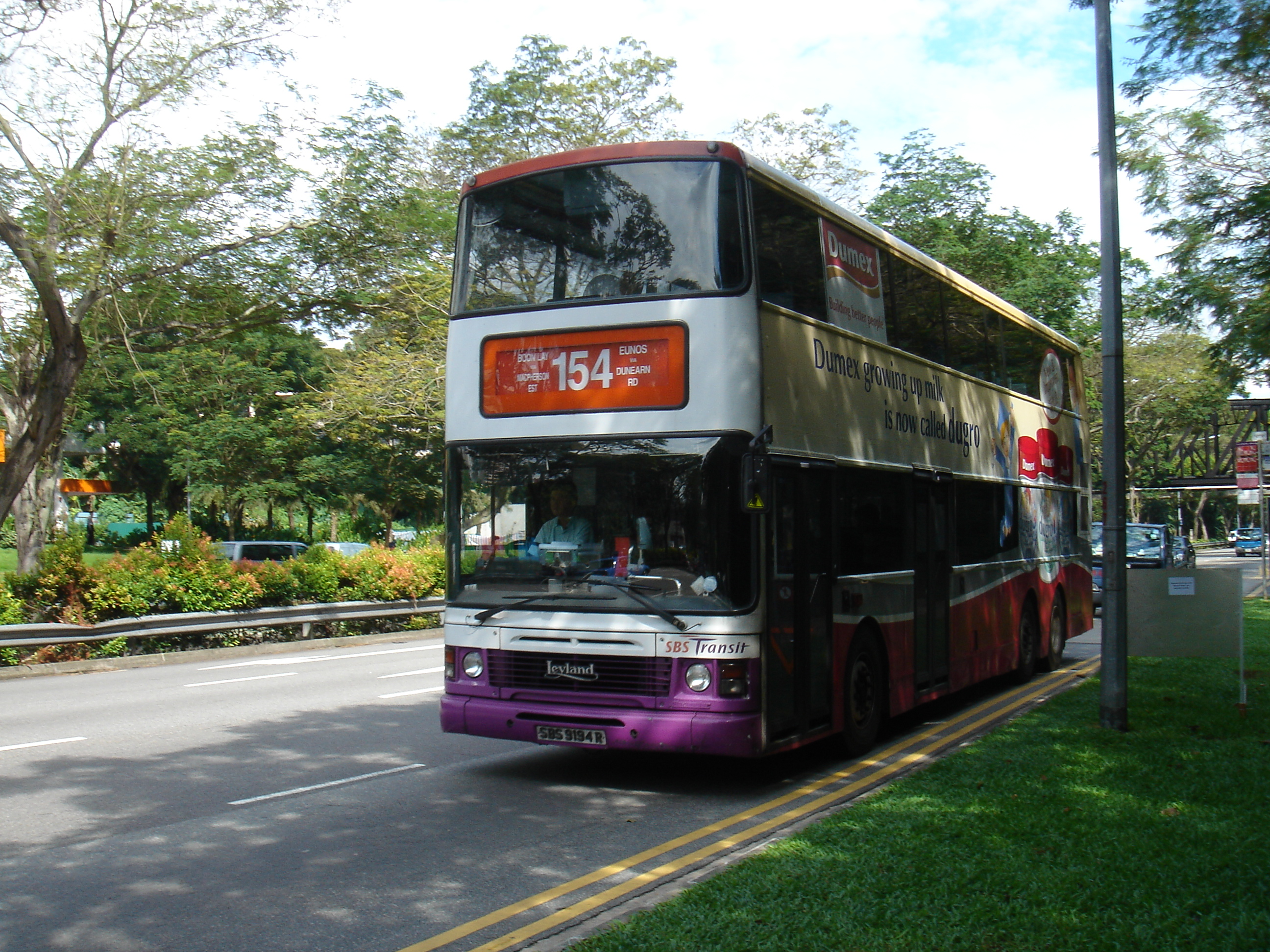
Leyland Olympian dubbeldekker bus van SBS Transit in Singapore. Het model was het laatste dat met het embleem Leyland werd gebouwd.

Leyland Motors was een Britse auto-, vrachtwagen- en
busconstructeur. In 1968 fuseerde het bedrijf met British Motor Holdings tot British Leyland Motor Corporation. In 1975 werd dat bedrijf genationaliseerd en British Leyland genaamd, of kortweg BL. Op 18 juli 1986 werd de naam gewijzigd in Rover Group.

## Voorgangers

### Leyland Motors
In 1896 richtten de Britse families Sumner en Spurrier de Lancashire Steam Motor Company op in Leyland. In 1907 nam dat bedrijf Coulthards of Preston over. De combinatie werd daarna omgedoopt tot Leyland Motors.
Leyland Motors werd drie generaties lang geleid door de Spurriers totdat Sir Henry Spurrier rond 1960 stierf aan een hersentumor. Onder de Spurriers kende het bedrijf een uitstekende relatie met de vakbonden en werd er nooit meer dan een dag productie verloren door stakingen.
Tijdens de Eerste Wereldoorlog groeide Leyland Motors snel. Er werden zo'n 6000 voertuigen geproduceerd voor het Britse leger. Na de oorlog werd een hele reeks bedrijfsvoertuigen ontwikkeld die wereldwijd geëxporteerd werden.
Net als de meeste andere constructeurs was Leyland Motors ook betrokken bij de bouw van materieel dat werd ingezet voor de oorlogvoering in de Tweede Wereldoorlog. Het bedrijf maakte veel vrachtwagens, waaronder de Leyland Retriever, en bouwde vanaf 1943 ook Cromwell tanks.
Na deze oorlog bleef Leyland Motors Centurion tanks bouwen. Tevens vonden toen vele overnames plaats. Een overzicht:
- 1951: Albion Motors
- 1955: Scammell Lorries
- 1960: Standard Triumph; hiermee werd de eerste stap gezet in de personenautomarkt.
- 1962: Associated Commercial Vehicles (ACV), waarin verenigd waren:
  - Thornycroft
  - Park Royal Vehicles
  - Charles H. Roe
  - AEC
- 1965: Bristol Commercial Vehicles
- 1965: Eastern Coach Works

### British Leyland Motor Corporation
In 1968 fuseerde Leyland Motors met British Motor Holdings (British Motor Corporation en Jaguar). Dat laatste bedrijf voerde merken als Daimler, Austin en Morris. De twee gingen verder onder de nieuwe naam British Leyland Motor Corporation. De combinatie verenigde de bekendste Britse constructeurs van vrachtwagens en bussen. Daar waren bedrijfsonderdelen inbegrepen die bouwmateriaal, koelkasten en metaal produceerden. Bij de nieuwe onderneming werkten circa 200.000 mensen. Zij bezette de tweede plaats op de ranglijst van Europese automobielfabrikanten. In totaal telde de groep bijna 100 verschillende bedrijven en iets minder dan 40 productielocaties. De groep was zo groot en divers dat het moeilijk was om goed aan te sturen. Er was ook concurrentie tussen de verschillende bedrijfsonderdelen, die voordien concurrenten waren, omdat ze hetzelfde product maakten. Ook nog vanwege problemen met de vakbonden brachten al deze zaken het bedrijf aan de financiële afgrond. In december 1974 dreigde de groep failliet te gaan.

## British Leyland
Een faillissement zou een groot probleem voor de overheid betekenen. Veel banen zouden verloren gaan, niet alleen bij het bedrijf zelf, maar ook bij de toeleveranciers. Sir Don Ryder, het hoofd van de Britse National Enterprise Board, werd gevraagd om verslag uit te brengen over de British Leyland Motor Corporation en aanbevelingen te doen voor de toekomst ervan. Volgens het rapport had de onderneming veel problemen waaronder de slechte kwaliteit van de voertuigen, veel concurrerende automodellen, veel fabrieken op verschillende locaties en machtige vakbonden. Desondanks was het rapport optimistisch, er waren geen aanbevelingen voor fabriekssluitingen, maar wel moest de aansturing van de onderdelen fors aangepast worden. Verder was een grote investeringsprogramma noodzakelijk van bijna 1,3 miljard Pond sterling om de verouderde fabrieken en machines te moderniseren. Mede naar aanleiding van het rapport besloot de regering van Harold Wilson het bedrijf te nationaliseren.
De naam werd veranderd in British Leyland en het produceerde een breed pallet aan personen- en vrachtwagens en autobussen. Het fabriceerde ook op grote schaal onderdelen zoals motoren, carburateurs, assen en versnellingsbakken. Dit alles werd geleverd aan klanten in binnen- en buitenland. In 1975, het eerste jaar van het genationaliseerde bedrijf, telde het 191.467 medewerkers, dit was al fors minder dan in 1974 toen alle bedrijven nog 207.770 medewerkers telde. Het rapporteerde een omzet van £ 1868 miljoen, waarvan 96% motorvoertuigen gerelateerd. Twee derde van de omzet werd op de binnenlandse markt behaald. Er werden 845.000 voertuigen verkocht. Het jaar werd afgesloten met een nettoverlies van £ 124 miljoen vanwege hoge kosten door het samenvoegen van bedrijven, extra afschrijvingen en voorzieningen.
De activiteiten werd opgesplitst in vier divisies, waarvan Leyland Cars met alle personenwagens veruit de grootste was. De vrachtwagen en autobussen werden ondergebracht in Leyland Truck & Bus. De laatste twee divisies waren Leyland Special Products, met alle niet motorvoertuigen gerelateerde activiteiten,  en Leyland International die de onderneming in de buitenlandse markten vertegenwoordigde. 
Na een nettowinst in 1976 gingen de zaken minder goed in 1977. Mede door stakingen en een waarde stijging van het Pond sterling werden er 785.000 voertuigen verkocht en in twee jaar tijd was het marktaandeel van British Leyland op de Britse markt voor personenvoertuigen van 32% in 1975 naar 24% in 1977. Het aantal medewerkers was gestegen waardoor de productiviteit ver onder die van de concurrenten lag. De autodivisie werd gesplitst Austin Morris voor de massamarkt, Jaguar Rover Triumph voor de auto's in het duurdere segment en BL Components voor auto-onderdelen. In 1981 werd Leyland Truck & Bus opgesplitst in Leyland Trucks en Leyland Bus. De naam British Leyland verdween later in 1982.
In augustus 1984 werd Jaguar Cars verzelfstandigd en kreeg een eigen beursnotering aan de London Stock Exchange. Het was voor British Leyland een winstgevend bedrijfsonderdeel met een omzet van £ 476 miljoen in 1983. Tussen 1980 en 1984 waren de verkopen bijna verdubbeld van 15.000 naar 28.000 voertuigen en was het verlies omgeslagen in een winst. De verkoop leverde British Leyland een eenmalige bate op van £ 186 miljoen waardoor het jaar met een nettowinst werd afgesloten. In dit jaar zakte het aandelenbelang in Ashok Leyland, een Indiaas dochterbedrijf, onder de 50% en werd daarom gedeconsolideerd. Met het vertrek van Jaguar Cars en Ashok Leyland daalde het personeelsbestand van British Leyland met zo'n 22.000 medewerkers. In 1985 poogde het bedrijf nog de Land Rover-Leyland activiteit te verkopen aan General Motors, maar dit mislukte. General Motors wilde dit onderbrengen bij Bedford en eiste volledige zeggenschap. Vanwege nationale belangen zag de Britse overheid dit niet zitten en de gesprekken liepen op niets uit.

## Rover Group
Op 18 juli 1986 werd de naam gewijzigd in The Rover Group plc. Het zette de activiteiten voort, inclusief een programma om diverse bedrijfsonderdelen af te stoten. Op 8 januari 1987 werd Unipart, auto-onderdelen, verkocht aan UGC Limited. In dit bedrijf hield Rover Group nog een minderheidsbelang, met de intentie dit belang op termijn te verkopen. Leyland Bus werd verkocht aan haar management en in 1988 opgekocht door Volvo Bus. Deze staakte een groot gedeelte van het programma van Leyland Bus. De activiteiten in Australië, dat is Leyland Australia met voertuigen als Leyland Marina, Leyland P76 en de Leyland Mini, werden ook in het eerste halfjaar van 1987 afgestoten. Leyland Trucks bleef met verlies draaien en werd daarom samen met Freight Rover in 1987 verkocht aan DAF. In ruil voor deze inbreng kreeg Rover Group een belang van 40% in het vergrote DAF. De eerste jaren na de fusie werden de vrachtwagens in het Verenigd Koninkrijk als Leyland DAF verkocht. Over 1986 rapporteerde Rover Group een omzet van £ 3412 miljoen en leed een verlies van £ 892 miljoen. Het jaar werd afgesloten met een negatief eigen vermogen van ruim £ 300 miljoen.
In 1987 ging het veel beter met het bedrijf. De autoverkopen stegen met 14% en de overheid was bereid geweest nieuw vermogen ter beschikking te stellen. Het kocht voor £ 680 miljoen aan nieuwe aandelen waardoor het financieel een stuk gezonder was geworden. Het personeelsbestand was fors gedaald naar 49.000 medewerkers mede door de aanhoudende verkoop van activiteiten. Van de omzet was 85% afkomstig van het bedrijfsonderdeel Austin-Rover Group en zo'n 15% kwam van de Land Rover Group.
De regering onder leiding van Margaret Thatcher wilde van het bedrijf af en sloot op 19 maart 1988 een overeenkomst met vliegtuigbouwer British Aerospace. Deze was bereid de Rover Group over te nemen als de overheid nog een keer bereid was een flinke som geld in het bedrijf te stoppen. De overheid gaf een financiële injectie van £ 469 miljoen en verder kreeg het £ 78 miljoen pond als bijzondere regionale steun. In 1989 leidde dit nog tot een politieke rel toen de Britse Rekenkamer een rapport publiceerde met de conclusie dat Rover voor £ 150 à 200 miljoen te goedkoop van de hand was gedaan.
Na het faillissement van DAF in 1993 werd de Britse fabriek aan het management verkocht en de fabriek werd weer Leyland Trucks genoemd, terwijl de lichte vrachtwagens voortaan ook onder de DAF-merknaam verkocht werden. De bestelwagendivisie werd uiteindelijk LDV.
Nadat DAF in 1996 was overgenomen, werd in 1998 ook Leyland Trucks overgenomen door het de Amerikaanse vrachtwagenbouwer Paccar.
MG Rover Group, de directe erfgenaam van British Leyland, ging failliet in 2005.

## Resultaten
De resultaten over 1975 werden gepresenteerd alsof de onderneming reeds 12 maanden bestond. In 1976 werd het eind van het boekjaar verschoven van eind september naar eind december. De cijfers over 1976 hebben betrekking over een periode van 15 maanden. Voor de jaren vanaf 1977 bestaat het boekjaar uit een normaal kalenderjaar van 12 maanden. De hoeveelheid verkochte voertuigen halveerde in de eerste jaren van het bestaan en stabiliseerde vervolgens rond de 0,5 miljoen exemplaren. De werkgelegenheid daalde eveneens fors, van 191.000 aan het begin tot zo'n 78.000 aan het einde vlak voor de overgang naar de Rover Group. Dit was niet alleen het gevolg van natuurlijke afvloeiing en ontslagen, maar de verkoop van activiteiten speelde ook een rol. In het dertienjarig bestaan heeft British Leyland/Rover Group maar twee jaren met winst afgesloten.
| Jaar | Verkoop voertuigen (in stuks) | Omzet       | Bedrijfs-resultaat | Netto-resultaat | Gemiddeld aantal medewerkers |
| Jaar | Verkoop voertuigen (in stuks) | (× miljoen) | (× miljoen)        | (× miljoen)     | Gemiddeld aantal medewerkers |
| ---- | ----------------------------- | ----------- | ------------------ | --------------- | ---------------------------- |
| 1975 | 845.000                       | £ 1868      | £ −38,1            | £ −123,7        | 191.000                      |
| 1976 | 981.000                       | £ 2892      | £ 117,7            | £ 44,2          | 183.000                      |
| 1977 | 785.000                       | £ 2602      | £ 56,7             | £ −51,9         | 195.000                      |
| 1978 | 797.000                       | £ 3073      | £ 71,3             | £ −37,7         | 192.000                      |
| 1979 | 693.000                       | £ 2990      | £ −46,2            | £ −114,5        | 177.000                      |
| 1980 | 587.000                       | £ 2887      | £ −193,9           | £ −528,1        | 157.000                      |
| 1981 | 525.000                       | £ 2869      | £ −244,6           | £ −503,7        | 126.000                      |
| 1982 | 519.000                       | £ 3072      | £ −125,8           | £ −300,5        | 108.000                      |
| 1983 | 564.000                       | £ 3421      | £ 4,1              | £ −142,9        | 103.000                      |
| 1984 | 511.000                       | £ 3402      | £ −11,7            | £ 80,6          | 96.000                       |
| 1985 | 542.000                       | £ 3415      | £ −39,5            | £ −138,0        | 78.000                       |
| 1986 | 549.000                       | £ 3412      | £ −240,7           | £ −892,1        | 73.000                       |
| 1987 | 513.000                       | £ 3096      | £ 16,8             | £ -26,8         | 49.000                       |

## British Leyland in België
In het Waalse Seneffe was een assemblagefabriek dat eigendom was van BL en diende tevens als eindcontrolestation. Het werd door British Motor Corporation opgezet op 10 augustus 1965 door een assemblagefabriek van de toenmalige MG-Morris importeur, dat de fabriek begon in 1963. Seneffe was uitgekozen, omdat het aan snelwegen lag die verbonden waren met Duitsland en Frankrijk. Bovendien was er vlakbij een groot kanaal en aanbinding aan spoorwegen. De productie steeg in de eerste jaren van ongeveer 4000 tot 81630 in 1973. British Leyland kwam in de jaren '70 in de problemen en de fabriek in Seneffe werd in 1981 gesloten. De gebouwen worden momenteel deels door KAB Seating.

## British Leyland in Nederland
Nadat in 1968 de fusie tussen British Motor Holdings (British Motor Corporation en Jaguar Cars) en Leyland (Leyland, Rover en Triumph) tot stand was gekomen, kondigden op 18 maart 1970 British Leyland Europa en R.S. Stokvis & Zonen aan dat zij British Leyland Nederland C.V. hadden opgericht. BL Europa had 60% van de aandelen en Stokvis 40%. Voor die tijd waren er zes importeurs, voor ieder merk een. Dit waren Stokvis in Rotterdam voor Austin en BMC-bedrijfswagens; Lagerweij in Den Haag voor Jaguar/Daimler; J.J. Molenaar in Amersfoort voor Morris en MG; Leyland Motor Corporation in Gouda voor Triumph, Leyland-bedrijfswagens en -autobussen; Sieberg in Amsterdam voor Rover en Land Rover en ten slotte Van der Mark in Amsterdam voor Riley en Wolseley.
Op 1 mei 1970 ging de nieuwe onderneming in Gouda van start. Eerst met de automerken Austin en Triumph en Thornycroft-scheepsmotoren en later volgden de overige merken. Riley en Wolseley werden niet overgenomen, BL wilde deze merken niet langer voeren in continentaal Europa. In februari 1973 nam British Leyland de aandelen van Stokvis over en werd enige eigenaar. In het begin van de jaren zeventig ging het nog goed met de verkopen in Nederland, maar na de olieprijsstijging als een gevolg van de oliecrisis van 1973 daalde de verkoop. Dit kwam bovenop de slechte kwaliteit van de British Leyland modellen, veroorzaakt door de vele stakingen in de Britse fabrieken. De import van Leyland-vrachtwagens werd gestaakt in 1977. Tien jaar later ging de Britse vrachtwagen- en busdivisie over naar DAF. Geleidelijk verdwenen de diverse merken van British Leyland van het toneel, in 1980 eerst MG gevolgd door Morris en Triumph, Jaguar ging zelfstandig verder als Jaguar Nederland B.V. en als laatste ook de merken Land Rover en Range Rover.

## Automerken van British Leyland
- Alvis
- Austin
- Austin-Healey
- BSA
- Daimler
- Jaguar
- Lanchester Motor Company
- Land Rover
- Leyland Motors

- MG
- Mini
- Morris
- Riley
- Rover
- Standard
- Triumph Motor Company
- Vanden Plas
- Wolseley Motor Company

## Tijdlijn tot British Leyland
- 1910: Daimler neemt BSA over
- 1931: BSA neemt Lanchester over
- 1938: Morris richt Wolseley en Riley op binnen de Nuffield Organization
- 1944: Standard neemt Triumph over en wordt Standard Triumph
- 1946: Austin neemt Vanden Plas over
- 1952: Nuffield Organization en Austin fuseren tot British Motor Corporation (BMC)
- 1960: Jaguar neemt Daimler e.a. auto-onderdelen over van BSA
- 1961: Leyland Motors neemt Standard Triumph over
- 1965: Rover neemt Alvis over
- 1966: BMC fuseert met Jaguar tot British Motor Holdings (BMH)
- 1967: Leyland Motors neemt Rover over
- 1968: Leyland Motors fuseert met BMH tot British Leyland Motor Corporation (BLMC)
- 1975: BLMC wordt genationaliseerd en wordt British Leyland (BL)

## Tijdlijn na faillissement
- 1978: Land Rover afgesplitst van Rover maar nog steeds onder BL
- 1978: Triumph site in Speke gesloten
- 1980: MG site in Abingdon gesloten
- 1980: Triumph site in Canley gesloten
- 1981: Rover-Triumph site in Solihull gesloten
- 1981: Alvis verkocht aan United Scientific Holdings
- 1982: BL wordt Austin Rover Group
- 1984: Stopzetting Morris
- 1984: Jaguar/Daimler afgestoten; Gekocht door Ford Motor Company in 1989
- 1986: ARG wordt Rover Group
- 1986: Leyland Trucks (& Vans) verkocht aan DAF
- 1986: Leyland Bus afgestoten
- 1987: Stopzetting Austin
- 1988: Privatisering Rover Group en verkoop aan British Aerospace (BA)
- 1994: BA verkoopt Rover Group aan BMW
- 2000: BMW verkoopt Land Rover aan Ford Motor Company
- 2000: MG Rover Group wordt onafhankelijk
- 2005: Faillissement MG Rover Group

## Varia
- Een bekend Leyland-product was de Atlantean dubbeldeksbus, die tussen 1956 en 1986 gebouwd werd.
- Andere bestsellers waren de Royal Tiger-, Tiger Cub-, Leopard- en Worldmaster-bussen met underfloor motor uit de jaren vijftig en zestig.
- In het Nederlandse openbaar vervoer reden grote aantallen Leyland-bussen van de vroege jaren vijftig tot in de jaren tachtig. Het ging hierbij zowel om autobussen op Leyland-chassis als om zelfdragende carrosserieën met Leyland-componenten. Voorbeelden daarvan zijn de Leyland-Verheul (Royal) Holland Coach, de Leyland-Werkspoor bolramer-streekbus en de standaard streekbussen Leyland-Verheul LVB668 en Leyland-Den Oudsten LOB. Grote Leyland-gebruikers waren de toenmalige dochterondernemingen van de NS, waaronder NACO, NBM, NZHVM en VAD, evenals toonaangevende particuliere vervoerders als GTW, Maarse & Kroon en NAO.

- Bibsys: 90131362
- Bibliothèque nationale de France: cb17050145d (data)
- CiNii: DA10521815
- Library of Congress Control Number: n50052534
- Nationale bibliotheek van Australië: 35022106
- Nationale Bibliotheek van Israël: 987007333905405171
- Système universitaire de documentation: 027391221
- Virtual International Authority File: 65148995740659750360